# يوسف ديالو
يوسف ديالو (بالفرنسية: Youssouf Diallo)‏ هو لاعب كرة قدم غيني، ولد في 4 أبريل 1984. لعب مع راسينغ فيرول.